# Pascual Enguídanos

Saga de los Aznar.

Pascual Enguídanos Usach (Llíria, 13 dicembre 1923 – Llíria, 28 marzo 2006) è stato uno scrittore spagnolo autore di numerosi romanzi e racconti di fantascienza.

## Biografia
Pascual Enguidanos è nato e vissuto a Llíria. 
A parte la sua attività di scrittore, è stato dipendente pubblico nel settore dei lavori pubblici fino al suo pensionamento. 
È considerato il decano degli autori spagnoli di fantascienza. 
Enguidanos, che ha utilizzato anche gli pseudonimi di George H. White e di Van S. Smith, è noto soprattutto per essere l'autore della Saga de los Aznar, un'autentica "Space opera" che è stata adattata a fumetto in due occasioni e nel 1978 ha ricevuto a Bruxelles il premio per la migliore fantascienza europea.

## Opere

### La Saga de los Aznar
La Saga de los Aznar è una serie di 56 racconti di fantascienza che furono pubblicati in Spagna tra il 1953 e il 1958 (prima parte) e tra il 1973 e il 1978 (seconda parte) nella collezione Luchadores del Espacio della Casa editrice Editorial Valenciana sotto lo pseudonimo di George H. White. 
Nel 1978 la serie ricevette il premio quale "Migliore serie europea di fantascienza" all'EuroCon celebrata in quell'anno a Bruxelles.